# Bernard Lacombe
Bernard Lacombe, född 15 augusti 1952 i Lyon, Frankrike, död 17 juni 2025, var en fransk fotbollsspelare.

## Biografi
Lacombe inledde sin professionella karriär i Olympique Lyonnais 1969, dit Aimé Jacquet kom som spelare 1973 och som sedermera blev Lacombes tränare. Lacombe spelade centerforward, och gjorde sig känd som en ytterst effektiv målskytt. I Lyon skulle han dock inte lyckas vinna särskilt många titlar. Enda framgången var segern i franska cupen 1973.
Lacombe gjorde landslagsdebut redan 1973, men då Frankrike misslyckades med att kvalificera sig för VM följande år, fick han vänta till 1978 innan han fick spela i en stor turnering. I VM i Argentina detta år gjorde Lacombe mål mot Italien redan efter 30 sekunder, och blev därmed den snabbaste målskytten genom tiderna i franska landslaget. Trots detta förlorade Frankrike, och blev sedan utslaget efter ännu en förlust mot Argentina. Lacombe var med i VM 1982 samt EM 1984, då Frankrike blev europamästare. Efter EM-finalen mot Spanien slutade han i landslaget. Han hade då gjort 12 mål på 38 landskamper.
Efter en kort sejour i Saint-Étienne säsongen 1979/80, värvades han av Girondins de Bordeaux, där han kom att få Aimé Jacquet som tränare. Tack vare sina många mål bidrog Lacombe till att klubben blev franska mästare 1984, 1985 och 1987, hans sista säsong som aktiv. Det blev även en seger i franska cupen 1986. Med sina 255 mål är Lacombe tidernas näst bäste målskytt i franska högstadivisionen.
Efter spelarkarriären flyttade Lacombe tillbaka till Lyon, där han under 1990-talet jobbade som sportdirektör och senare tränare i sin gamla klubb.